# Dainik Shivner
Dainik Shivner is een Marathi-dagblad, dat uitkomt in Mumbai in de Indiase deelstaat Maharashtra. De krant werd in 1955 opgericht door Vishwanathrao Wable. De krant wil opkomen voor de vertrapten, de dalits en arbeiders en is een voorstander van secularisme en 'nationale integriteit'. De oplage van het blad is 25.000 exemplaren.